# Lucas Moura
Lucas Rodrigues Moura da Silva eller bare Lucas Moura (født 13. august 1992 i São Paulo) er en brasiliansk fodboldspiller (Offensiv midtbane/kantspiller). Han spiller i den brasilianske liga for São Paulo.
Moura står (pr. juli 2014) noteret for 36 kampe og fire scoringer for det brasilianske landshold. Han var en del af det hold, der vandt guld ved Confederations Cup 2013 på hjemmebane. Han var også for landets U/23-hold med til at vinde sølv ved OL i 2012 i London.